# Baka ni natta no ni
Baka ni natta no ni (バカになったのに?) è il tredicesimo singolo della rock band visual kei giapponese Plastic Tree. È stato pubblicato il 21 maggio 2003 dall'etichetta indie SWEET HEART RECORDS.
Si tratta del primo lavoro del batterista Hiroshi Sasabuchi con i Plastic Tree, che si era unito alla band nel luglio del 2002 dopo diverse esperienze, l'ultima delle quali coi Whiz Witt.
Il singolo raccoglie due cover: la a-side Baka ni natta no ni (バカになったのに? "Sono stato uno scemo") è un brano rock del 1989 della band The Pees, mentre la b-side è la ballata Moshimo piano ga hiketa nara (もしもピアノが弾けたなら? "Se sapessi suonare il pianoforte") originariamente cantata nel 1981 da Toshiyuki Nishida. Entrambi i brani sono presenti anche nel singolo gemello di questo, ovvero il successivo Moshimo piano ga hiketa nara.

## Tracce
Dopo il titolo è indicata fra parentesi "()" la grafia originale del titolo.
1. Baka ni natta no ni (バカになったのに?) - 3:09 (Haruyuki Ōki)
2. Moshimo piano ga hiketa nara (もしもピアノが弾けたなら?) - 3:53 (Yū Aku - Kōichi Sakata)

## Altre presenze
- Baka ni natta no ni:
  - 09/07/2003 - Moshimo piano ga hiketa nara
  - 22/10/2003 - Shiro chronicle
  - 26/10/2005 - Best Album

- Moshimo piano ga hiketa nara:
  - 09/07/2003 - Moshimo piano ga hiketa nara
  - 22/10/2003 - Shiro Chronicle
  - 26/10/2005 - Best Album

## Formazione
- Ryūtarō Arimura - voce e seconda chitarra
- Akira Nakayama - chitarra e cori
- Tadashi Hasegawa - basso e cori
- Hiroshi Sasabuchi - batteria